# Ubiratàn D’Ambrósio
Ubiratàn D’Ambrósio (* 8. Dezember 1932 in São Paulo; † 12. Mai 2021) war ein brasilianischer Mathematikhistoriker und Mathematikdidaktiker.

## Leben
D’Ambrósio wurde 1963 in Mathematik an der Universität von São Paulo promoviert. Bis zu seiner Emeritierung 1993 war er Professor an der Staatlichen Universität von Campinas (UNICAMP). Von 1972 bis 1980 war er dort Direktor des Instituts für Mathematik, Statistik und Informatik und von 1982 bis 1990 Pro-Rektor (Vizepräsident) der Universität. Von 1968 bis 1970 war er an der State University of New York in Buffalo. Von 1970 bis 1978 lehrte er auch an der Pädagogischen Hochschule in Bamako in Mali im Rahmen eines UNESCO Programms.
Er galt seit Ende der 1970er Jahre als einer der Begründer und Proponenten der Ethnomathematik, der Beschäftigung mit völkerkundlichen Aspekten der Mathematik. Hier beschäftigte er sich auch speziell mit Mathematikgeschichte im Rahmen des Kolonialisierungsprozesses.
D’Ambrósio war Gründer der brasilianischen Gesellschaft für Mathematikgeschichte und der International Group of Ethnomathematicians.

## Schriften
- Ethnomathematics and its Place in the History and Pedagogy of Mathematics. In: Arthur B. Powell, Marilyn Frankenstein (Hrsg.): Ethnomathematics. Challenging Eurocentrism in Mathematics Education. State University of New York Press, Albany NY 1997, ISBN 0-7914-3351-X, S. 13–24.
- Historiographical Proposal for Non-Western Mathematics. In: Helaine Selin (Hrsg.): Mathematics Across Cultures. The History of Non-Western Mathematics (= Science Across Cultures. 2). Kluwer Academic Publishers, Dordrecht u. a. 2000, ISBN 1-4020-0260-2, S. 79–92.
- A matemática na época das grandes navegações e início da colonização. In: Revista Brasileira de História da Matemática. Band 1, Nr. 1, 2001, S. 3–20, doi:10.47976/RBHM2001v1n102.
- Etnomatematica (= Complementi di matematica per l'indirizzo didattico. 8). Pitagora Editrice, Bologna 2002, ISBN 88-371-1352-8 (italienisch).

## Auszeichnungen
2001 erhielt er den Kenneth-O.-May-Preis und 2005 die Felix Klein Medal.